# Lista stadionów w Meksyku
|    | Nazwa stadionu                  | Miasto               | Pojemność (w tys.) | Klub                                  |
| -- | ------------------------------- | -------------------- | ------------------ | ------------------------------------- |
| 1  | Estadio Azteca                  | m. Meksyk            | 106,187            | Club América                          |
| 2  | Estadio Olímpico Universitario  | m. Meksyk            | 63,186             | Pumas UNAM                            |
| 3  | Estadio Jalisco                 | Guadalajara          | 56,713             | Club Atlas Universidad de Guadalajara |
| 4  | Estadio Omnilife                | Zapopan              | 45,500             | Chivas de Guadalajara                 |
| 5  | Estadio Cuauhtémoc              | Puebla               | 42,648             | Puebla FC Lobos BUAP                  |
| 6  | Estadio Morelos                 | Morelia              | 41,500             | Monarcas Morelia                      |
| 7  | Estadio Universitario           | San Nicolás          | 39,997             | Tigres UANL                           |
| 8  | Estadio Azul                    | m. Meksyk            | 35,907             | Cruz Azul                             |
| 9  | Estadio Corregidora             | Querétaro            | 34,130             | Querétaro FC                          |
| 10 | Estadio Nou Camp                | León                 | 33,943             | Club León                             |
| 11 | Estadio Caliente                | Tijuana              | 33,333             | Club Tijuana                          |
| 12 | Estadio Tecnológico             | Monterrey            | 32,662             | CF Monterrey                          |
| 13 | Estadio Nuevo Corona            | Torreón              | 30,000             | Club Santos Laguna                    |
| 14 | Estadio Miguel Alemán Valdés    | Celaya               | 29,333             | Club Celaya                           |
| 15 | Estadio Neza 86                 | Nezahualcóyotl       | 28,500             | Toros Neza                            |
| 16 | Estadio Nemesio Díez            | Toluca               | 27,000             | Deportivo Toluca                      |
| 17 | Estadio Luis „Pirata” Fuente    | Veracruz             | 26,318             | Tiburones Rojos de Veracruz           |
| 18 | Estadio Víctor Manuel Reyna     | Tuxtla Gutiérrez     | 25,222             | Jaguares de Chiapas                   |
| 19 | Estadio Hidalgo                 | Pachuca              | 25,000             | CF Pachuca                            |
| 20 | Estadio Alfonso Lastras Ramírez | San Luis Potosí      | 24,000             | San Luis FC                           |
| 21 | Estadio Sergio León Chávez      | Irapuato             | 24,000             | CD Irapuato                           |
| 22 | Estadio Victoria                | Aguascalientes       | 23,000             | Club Necaxa                           |
| 23 | Estadio Tres de Marzo           | Zapopan              | 22,988             | Tecos UAG                             |
| 24 | Estadio Tamaulipas              | Tampico              | 22,500             | Tampico Madero FC                     |
| 25 | Estadio Olímpico Benito Juárez  | Ciudad Juárez        | 22,300             | Indios de Ciudad Juárez               |
| 26 | Estadio Héroe de Nacozari       | Hermosillo           | 22,000             | Guerreros FC                          |
| 27 | Estadio Carlos González         | Culiacán             | 21,000             | Dorados de Sinaloa                    |
| 28 | Estadio Andrés Quintana Roo     | Cancún               | 20,000             | Atlante FC                            |
| 29 | Estadio Carlos Iturralde        | Mérida               | 18,000             | Mérida FC                             |
| 30 | Estadio Marte R. Gómez          | Ciudad Victoria      | 18,000             | Correcaminos UAT                      |
| 31 | Estadio Juan Nepomuceno López   | La Piedad            | 17,000             | CF La Piedad                          |
| 32 | Estadio Agustín Coruco Díaz     | Zacatepec de Hidalgo | 16,000             | CD Zacatepec                          |
| 33 | Estadio Centenario              | Cuernavaca           | 15,000             | Pumas Morelos                         |
| 34 | Estadio Francisco Zarco         | Durango              | 14,500             | Alacranes de Durango                  |
| 35 | Estadio Colima                  | Colima               | 14,000             | Real de Colima                        |
| 36 | Estadio Altamira                | Altamira             | 13,500             | Altamira FC                           |
| 37 | Estadio 10 de Diciembre         | Jasso                | 12,000             | Cruz Azul Hidalgo                     |
| 38 | Estadio Benito Juárez           | Oaxaca               | 12,000             | Alebrijes de Oaxaca                   |
| 39 | Estadio Olímpico Sección XXIV   | Salamanca            | 12,000             | Petroleros de Salamanca               |
| 40 | Estadio Ciudad Universitaria    | Puebla               | 11,000             | Lobos BUAP                            |
| 41 | Estadio El Centenario           | Los Mochis           | 9,000              | Dorados de Los Mochis                 |
| 42 | Estadio Anacleto Macias         | Guadalajara          | 3,500              | CD Tapatío                            |